# Kênia Bárbara
Kênia Bárbara Pimenta Oliveira, mais conhecida como Kênia Bárbara (Juiz de Fora, 4 de dezembro de 1989), é uma atriz, cantora, poeta e psicóloga brasileira.

## Carreira
Kênia Bárbara começou sua carreira artística em 1998, aos oito anos, quando estrelou sua primeira peça de teatro. Mais tarde, se formou na Escola Técnica Estadual de Teatro Martins Penna, e se juntou ao Grupo Divulgação, da Universidade Federal de Juiz de Fora. Em 2011, fez sua estreia na TV, ao fazer uma participação na novela Fina Estampa. Em 2015, debutou em palcos cariocas com o espetáculo Meninos e Meninas, de Afra Gomes e Leandro Goulart. No ano seguinte, viveu Gleide na série Stella Models, do Canal Brasil, e participou da primeira temporada de 3%, da Netflix, na qual ela interpretou Sônia. Em 2018, Kênia apresentou O Show do Mickey Mouse, realizado pela The Walt Disney Company Brasil, e gravou o curta Meu Coração Já Não Aguenta Mais. Um ano depois, protagonizou o musical infantil A Princesa e o Sapo, de Anderson Oliveira, além de estar na peça Anima, de Gunnar Borges, e interpretou Ana no filme O Juízo, escrito por Fernanda Torres e dirigido por Andrucha Waddington, contracenando com Criolo, Fernanda Montenegro e Lima Duarte. Ela ainda gravou o filme Dispersão, de Bruno Vianna, no qual viveu Juliana e trabalhou com Malu Galli e João Pedro Zappa.
Entre 2020 e 2022, esteve mais algumas peças, como Yabá – Mulheres Negras, Pá de Cal e JORGE pra sempre VERÃO, até que em 2023, despontou nacionalmente com dois papeis. O primeiro foi a Joana na série Os Outros, do Globoplay, que vivia um relacionamento abusivo com o miliciano Sérgio, personagem de Eduardo Sterblitch, e tinha uma relação complicada com a filha, interpretada por Gi Fernandes. O segundo foi a Lucília da novela Amor Perfeito, uma fotógrafa de caráter duvidoso que era interessada em seu primo Orlando, o protagonista vivido por Diogo Almeida. Apesar de ter sido uma participação, Lucília fez sucesso por sua parceria com a vilã Gilda, de Mariana Ximenes, com a atriz e a imprensa relatando que alguns fãs queriam que as duas personagens fossem um casal. No ano seguinte, Kênia retornou para a segunda temporada de Os Outros, com sua personagem sendo elevada ao posto de protagonista, e participou do filme Madame Durocher, de Dida Andrade e Andradina Azevedo. Ainda fez Cão Gelado, musical de Gunnar Borges, e o clássico de Nelson Rodrigues Bonitinha, Mas Ordinária, dirigido por Bruce Gomlevsky. Em 2025, Kênia foi confirmada na terceira temporada de Os Outros, e também na novela Êta Mundo Melhor!, continuação de Êta Mundo Bom!, com ela interpretando a personagem Haydée.

## Vida Pessoal
Natural de Juiz de Fora, Minas Gerais, Kênia Bárbara é filha de um casal de técnicos de enfermagem, com seu pai também sendo músico. Seu segundo nome é uma homenagem por ela ter nascido durante o dia de Santa Bárbara. Ela é candomblecista e assumidamente bissexual. Apesar de ter contado com o apoio da família desde cedo, ela teve que trabalhar como vendedora e animadora de festas para se manter. Se formou em Psicologia pela UFJF em 2017, mas por conta da carreira artística, não teve oportunidade de trabalhar na área, nem de iniciar mestrado. Além da atuação e da Psicologia, Kênia também é cantora, compositora, fotógrafa e poeta.

## Filmografia

### Televisão
| Ano           | Título            | Participação / Personagem | Notas      | Ref.   |
| ------------- | ----------------- | ------------------------- | ---------- | ------ |
| 2011          | Fina Estampa      | Participação especial     |            |        |
| 2016          | Stella Models     | Gleide da Fonseca         |            |        |
| 2016          | 3%                | Sônia                     | Episódio 4 |        |
| 2023–presente | Os Outros         | Joana Nogueira            |            | [ 14 ] |
| 2023          | Amor Perfeito     | Lucília Gouveia           |            | [ 19 ] |
| 2025          | Êta Mundo Melhor! | Haydée                    |            |        |

### Cinema
| Ano  | Título                          | Personagem | Ref.   |
| ---- | ------------------------------- | ---------- | ------ |
| 2018 | Meu coração já não aguenta mais |            |        |
| 2018 | Dispersão                       | Juliana    |        |
| 2019 | O Juízo                         | Ana        | [ 6 ]  |
| 2024 | Madame Durocher                 | Dara       | [ 12 ] |

### Teatro
| Ano     | Título                   | Personagem | Ref.   |
| ------- | ------------------------ | ---------- | ------ |
| 2024    | Bonitinha, Mas Ordinária | Aurora     | [ 20 ] |
| 2024    | Cão Gelado               | Ana        | [ 13 ] |
| 2022    | JORGE pra sempre VERÃO   |            | [ 21 ] |
| 2021    | Pá de Cal                |            | [ 22 ] |
| 2020    | Yabá – Mulheres Negras   |            | [ 23 ] |
| 2019    | Anima                    |            |        |
| 2019    | A Princesa e o Sapo      |            |        |
| 2018    | O Show do Mickey Mouse   |            |        |
| 2015–16 | Meninos e Meninas        |            | [ 24 ] |